# Yasmine Hamdan
Yasmine Hamdan (1976) es una cantante libanesa de música árabe, cantautora y actriz, actualmente residente en París, Francia.

## Biografía
No se sabe mucho de su vida personal. Ha vivido en Líbano, Kuwait, Abu Dhabi, Grecia y Francia. Está casada con el director de cine y actor palestino Elia Suleiman y actualmente vive en París, Francia.

## Trayectoria

### Música
Hadman empezó en la industria musical con el dúo que formó con Zeid Hamdan, Soapkills, cuando aún vivía en Beirut (Líbano). Soapkills fue una de las primeras bandas electrónicas independientes en Oriente Medio, lo que, entre otras cosas, le ha ganado a Yasmine Hamdan el título de icono "underground" en el mundo árabe. En 1999, el primer álbum del dúo fue "Bater".
Tras mudarse a París (Francia) colaboró con CocoRosie y con Mirwais quien fue parte de la banda de la nueva onda electrónica francesa Taxi Girl en los años 80, y produjo/coescribió algunos de los álbumes de Madonna. Con Mirwais grabó el álbum "Arabology", lanzado en 2008, bajo el nombre "Y.A.S."
Hamdan entonces unió fuerzas con Marc Collin de Nouvelle Vague para escribir y producir su primer álbum solista, lanzado en Francia y Líbano en 2012 con Kwaidan Records, e internacionalmente en 2013 con Crammed Discs con el título "Ya Nass"; obra que mezcla pop, folk y electrónica con melodías y letras que recuerdan al Oriente Medio tradicional.
Hadman se caracteriza además por utilizar varios dialectos de árabe en sus letras.
En 2017 ha reaparecido con "Al Jamilat". Ha escrito una banda sonora original para la obra de teatro "Rituel pour une métamorphose", del dramaturgo sirio Saadallah Wannous.

### Actuación
Apareció en un cameo en la película de Jim Jarmusch "Only Lovers Left Alive" con Tilda Swinton y Tom Hiddleston.